# Hiromasa Horiguchi
Hiromasa Horiguchi (堀口 元気 Horiguchi Hiromasa?) (15 de septiembre de 1978) es un luchador profesional japonés, más conocido por su nombre artístico Genki Horiguchi. Horiguchi es famoso por su trabajo en Dragon Gate, donde se halla actualmente.

## Carrera

### Toryumon (1998-2004)
Tras entrenar en el Último Dragón Dojo, Horiguchi debutó en 1998 en Toryumon Mexico como Genki Horiguch (siendo Genki la palabra japonesa para Energía). Genki usaba un gimmick de surfista, trayendo una tabla de surf al cuadrilátero y realizando movimientos de lucha que evocaban posturas de este deporte. Ganando una gran popularidad, Horiguchi ganó la Young Dragons Cup 1998 al derrotar en la final a Kenichiro Arai.

### Dragon Gate (2004)

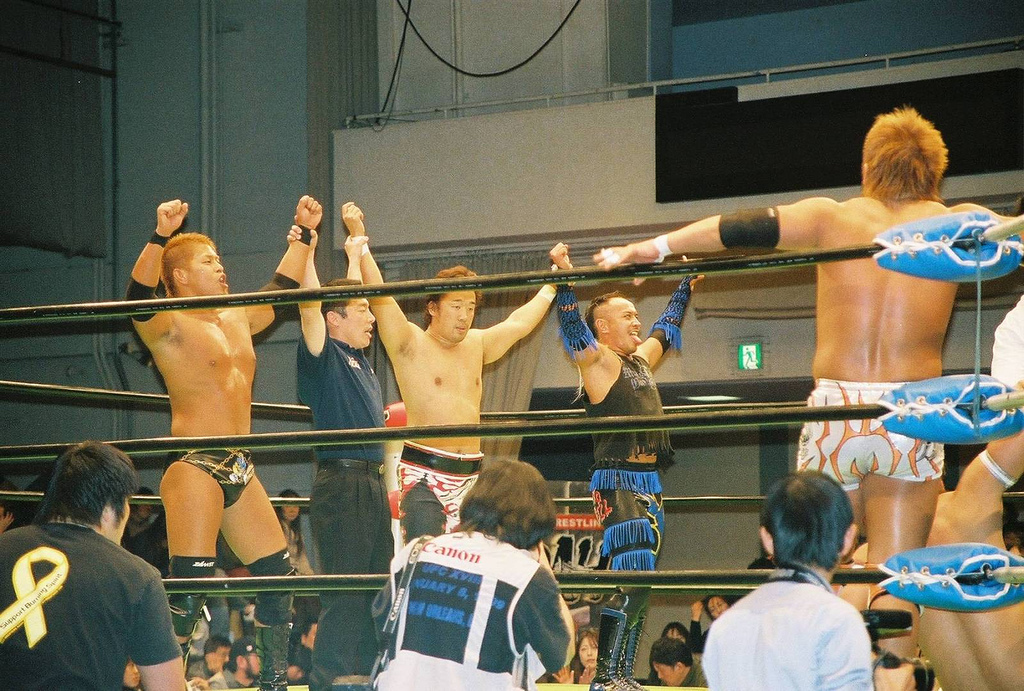
Horiguchi (derecha) con Yoshinobu Kanemaru (centro) y Naruki Doi (izquierda), en 2007.

Después de la ida de Último Dragón de la empresa, Toryumon Japan fue renombrado Dragon Gate, contratando a gran parte de los antiguos luchadores de Japan.

## En lucha
- Movimientos finales
  - Beach Break[2][3] (Sitout back to belly piledriver)
  - Roller Coaster[4] (Triple jump moonsault)
  - GH Lock[2][3] (Modified headscissors armbar)

- Movimientos de firma
  - Backslide from Heaven[2] / Godly Backslide[3] (Backslide pin)
  - Backslide from Hell[2][3] (Backslide pin después de un low blow)
  - Topé Morimoto[2] (Diving crossbody)
  - Topé Tobiuo[2][3] (Running reverse crossbody)
  - Hot Spicy[2][3] (Wrist-clutch sleeper suplex)
  - Belly to back suplex
  - Blue mist
  - Bridging cobra clutch suplex
  - Cross armbar
  - DDT
  - Dropkick, a veces desde una posición elevada
  - Enzuigiri
  - Guillotine choke
  - Jackknife pin
  - Low blow
  - Modified surfboard
  - Múltiples backslide pins
  - Scoop slam
  - Sitout facebuster
  - Vertical suplex

- Mánagers
  - Ryan Sakoda

- Apodos
  - "H-A-G-E"[2] - coreado por el público
  - "Maraha"[2]

## Campeonatos y logros
- Dragon Gate
  - Dragon Gate Open the Brave Gate Championship (2 veces)
  - Dragon Gate Open the Triangle Gate Championship (6 veces, actual) - con Dragon Kid & Ryo Saito (3), CIMA & Gamma (2) y Yasushi Kanda & Ryo Saito (1, actual)
  - Dragon Gate Open the Twin Gate Championship (2 veces) - con Ryo Saito
  - King of Gate (2012)

- Toryumon
  - NWA World Welterweight Championship (2 veces)
  - UWA World Trios Championship (1 vez) - con Susumu Yokosuka & Ryo Saito
  - Young Dragons Cup Tournament (1998)

- Pro Wrestling Illustrated
  - Situado en el Nº104 en los PWI 500 de 2006[5]

- Wrestling Observer Newsletter
  - Lucha de 5 estrellas (2006) con Dragon Kid & Ryo Saito contra CIMA, Naruki Doi & Masato Yoshino (ROH Supercard of Honor, 31 de marzo)[6]
  - Lucha del año (2006) con Dragon Kid & Ryo Saito contra CIMA, Naruki Doi & Masato Yoshino (ROH Supercard of Honor, 31 de marzo)[6]